# Trichoxys ochraetheoides
Trichoxys ochraetheoides là một loài bọ cánh cứng trong họ Cerambycidae.